# Новый Тайбэй
Синьбэ́й (Новый Тайбэ́й, кит. 新北, пиньинь Xīnběi) — административно-территориальное образование на территории Тайваня, имеющее статус города центрального подчинения, окружающее со всех сторон столицу Тайваня город Тайбэй и входящее в его агломерацию. Если считать Новый Тайбэй отдельным городом, то он является самым населённым городом на Тайване.
Новый Тайбэй состоит из 29 районов (10 из которых ранее являлись городами уездного подчинения), включающих 1017 деревень.

## Этимология
Изначально официальным англоязычным названием города было Xinbei City. Мэр Чжу Лилунь (Эрик Чу) запросил изменить его на New Taipei City (рус. Новый Тайбэй). Министр внутренних дел Китайской республики утвердил запрос 31 декабря 2010 года. Это написание использует МИД Китайской республики, Международное радио Тайваня, Синьхуа, Московско-Тайбейская координационная комиссия по экономическому и культурному сотрудничеству и др.

## История

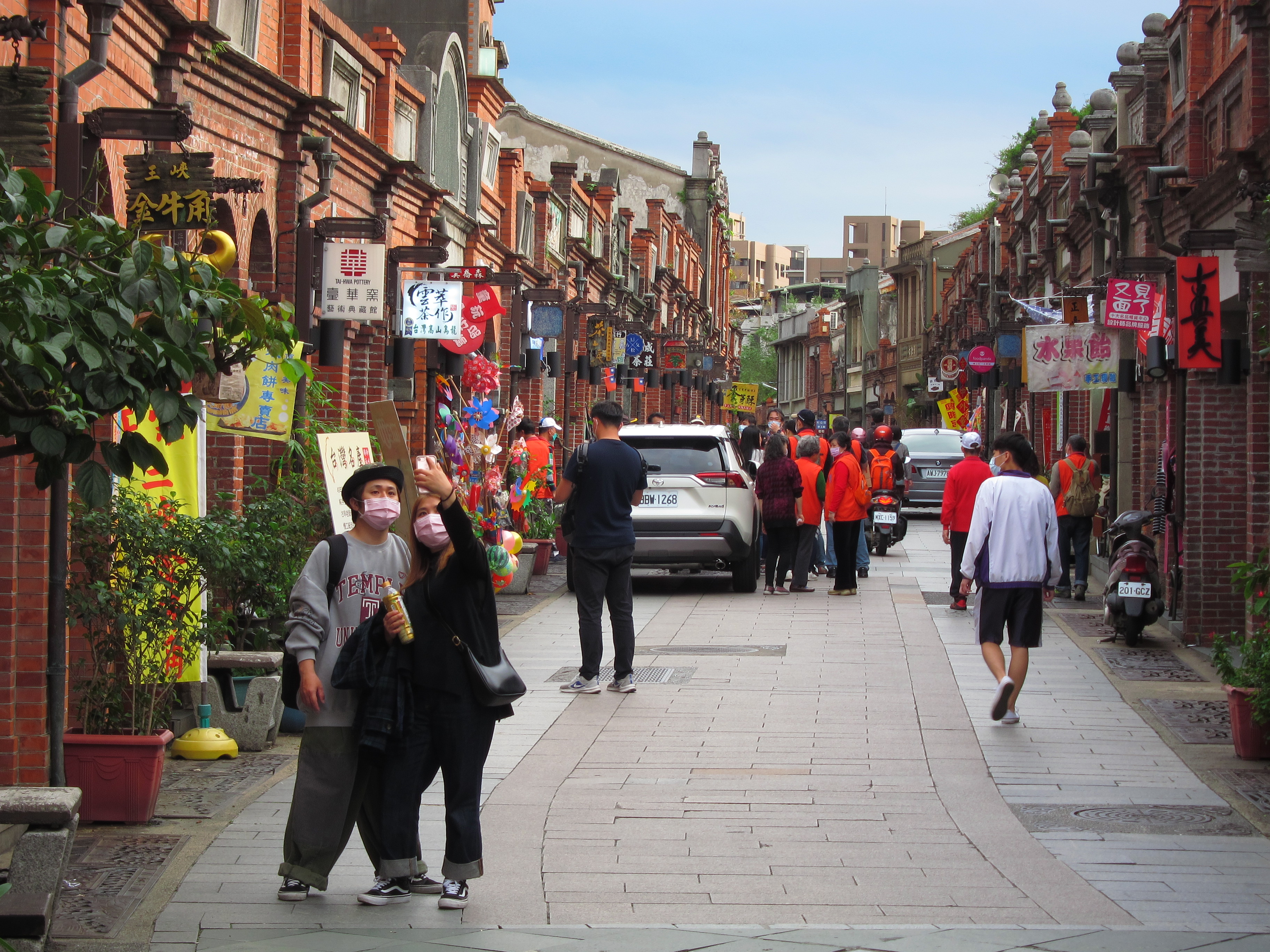
Старый город Санься

После перехода Тайваня под власть Японии в 1895 году был создан уезд Тайбэй, но уже в 1901 году он был разделён на ряд более мелких административных единиц.
Когда после Второй мировой войны Тайвань был возвращён Китаю, уезд Тайбэй (臺北縣) был в 1945 году образован вновь. Экономическое развитие и урбанизация в конце XX века привели к тому, что эта местность из сельской превратилась в урбанизированную, а население уезда Тайбэй превысило население города Тайбэй. Постановлением Законодательного Юаня уезд Тайбэй был с 1 октября 2007 года приравнен к городам центрального подчинения. 25 декабря 2010 года уезд Тайбэй был преобразован в город центрального подчинения, а в качестве названия для него были взяты первый и последний иероглифы из «新臺北» («Синь Тайбэй» — «Новый Тайбэй»). В начале 1970-х годов власти собирались превратить Синьбэй в ультрасовременный дорогой курорт, специально для этого там планировалось построить «дома-НЛО» из бетона и стекловолокна, однако финансовый кризис помешал этим планам.

## Административное деление
Новый Тайбэй — особый муниципалитет, находящийся в прямом подчинении центрального правительства Китайской Республики. Городское правительство Нового Тайбэя возглавляет избранный мэр, а его штаб-квартира находится в мэрии Нового Тайбэя в районе Баньцяо.
Новый Тайбэй разделен на 29 районов.
| Бали Баньцяо Гунляо Цзиньшань Линькоу Лучжоу Пинлинь Пинси Жуйфан Саньчун Санься Саньчжи Шэнькэн Шидин Шимэнь Хуанси Шулинь Тайшань Тамсуй Тучэн Ваньли Угу Улай Синьдянь Синьчжуан Сичжи Ингэ Юнхэ Чжунхэ Тайбэй Цзилун Таоюань Уезд Илань |

## Население

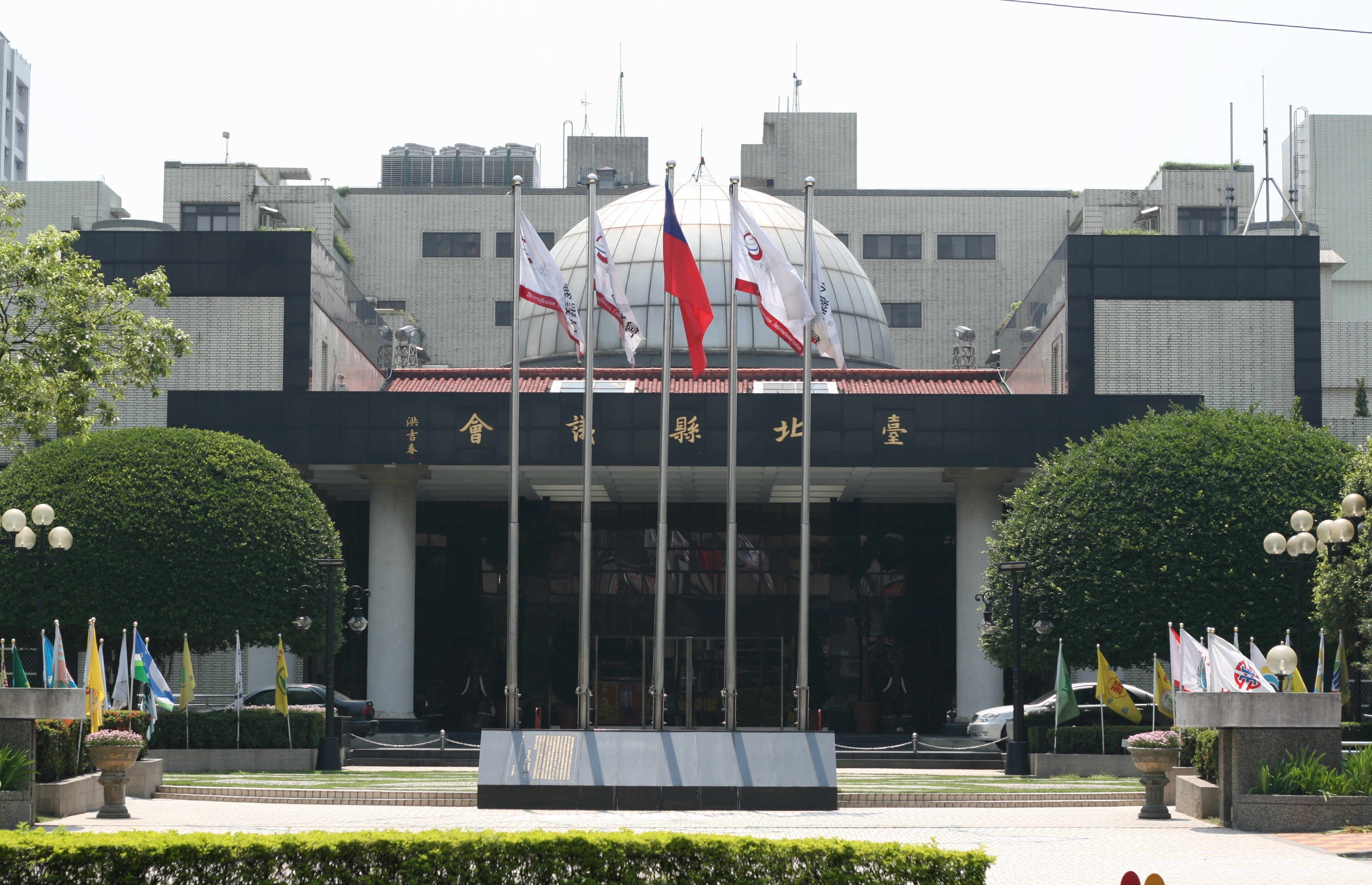
Городской совет Нового Тайбэя

| Год       | 1981      | 1982      | 1983      | 1984      | 1985      | 1986      | 1987      | 1988      | 1989      | 1990      |
| --------- | --------- | --------- | --------- | --------- | --------- | --------- | --------- | --------- | --------- | --------- |
| Население | 2 354 858 | 2 445 129 | 2 514 191 | 2 588 396 | 2 663 683 | 2 727 510 | 2 800 881 | 2 888 326 | 2 970 205 | 3 048 034 |
| Год       | 1991      | 1992      | 1993      | 1994      | 1995      | 1996      | 1997      | 1998      | 1999      | 2000      |
| Население | 3 107 278 | 3 162 346 | 3 222 629 | 3 260 731 | 3 305 615 | 3 355 299 | 3 420 535 | 3 459 624 | 3 510 917 | 3 567 896 |
| Год       | 2001      | 2002      | 2003      | 2004      | 2005      | 2006      | 2007      | 2008      | 2009      | 2010      |
| Население | 3 610 252 | 3 641 446 | 3 676 533 | 3 708 099 | 3 736 677 | 3 767 095 | 3 798 015 | 3 833 730 | 3 873 653 | 3 897 367 |
| Год       | 2011      | 2012      | 2013      | 2014      | 2015      | 2016      | 2017      | 2018      | 2019      | 2020      |
| Население | 3 916 451 | 3 939 305 | 3 954 929 | 3 966 818 | 3 970 644 | 3 979 208 | 3 986 689 | 3 995 717 | 4 018 696 |           |

## Транспорт

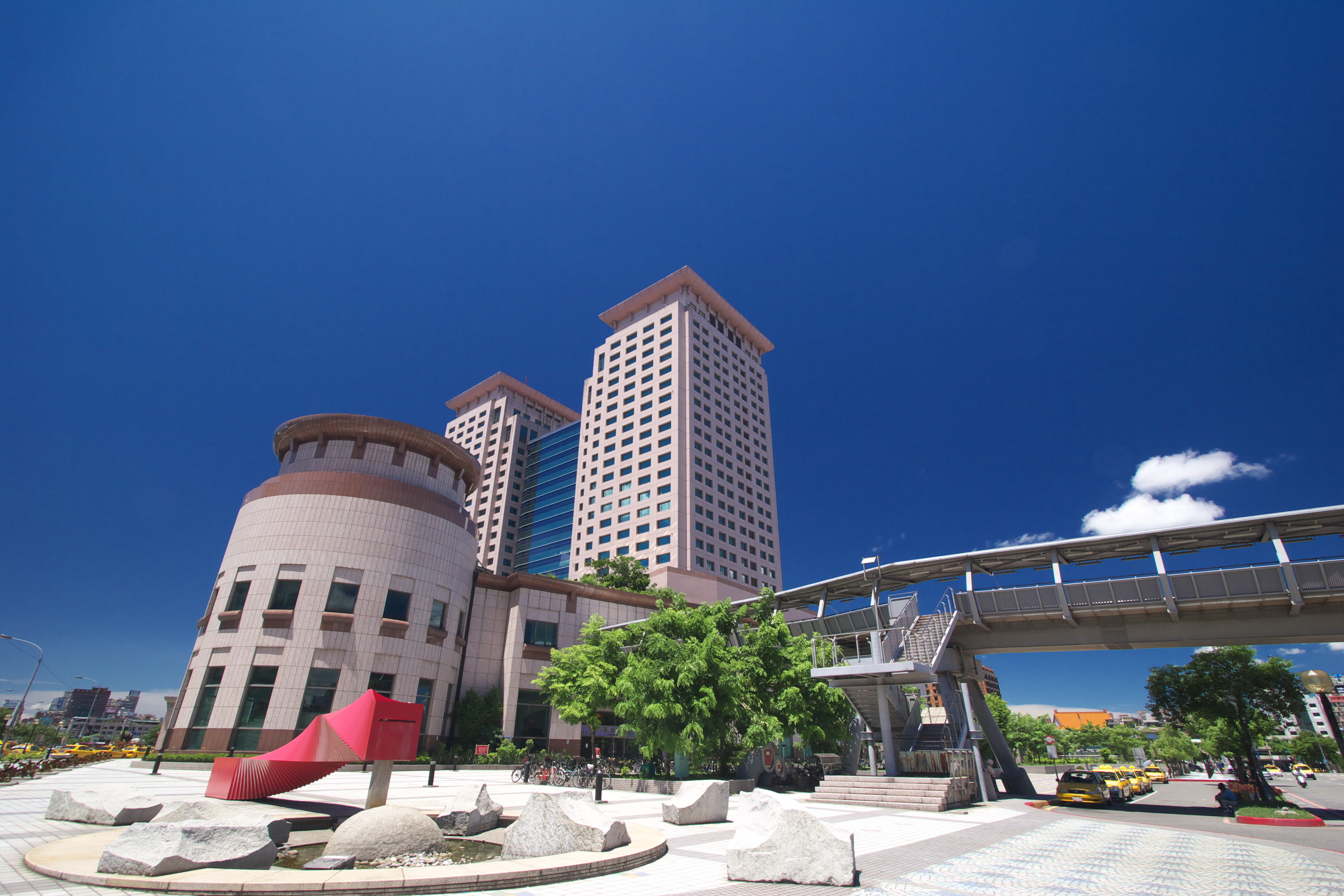
Станция Баньцяо

Через город проходит 5 линий Тайбэйского метрополитена. Метро Тайбэя — лучший способ добраться до северной, южной и западной частей города. Таоюаньский метрополитен (Taoyuan Airport MRT) также проходит через Новый Тайбэй.
Воздушное сообщение в этом районе обслуживается международным аэропортом Тайвань Таоюань в соседнем городе Таоюань и аэропортом Суншань в Тайбэе.
Новый Тайбэй обслуживается Тайваньской высокоскоростной железной дорогой через станцию Баньцяо, которая является интермодальной станцией с Тайваньской администрацией железных дорог (TRA) и метро Тайбэя.
Знаменитый мост в Новом Тайбэе — Тайбэйский мост, соединяющий Новый Тайбэй с Тайбэем через реку Тамсуи. Еще один известный мост — Новый Тайбэйский мост.

## Образование

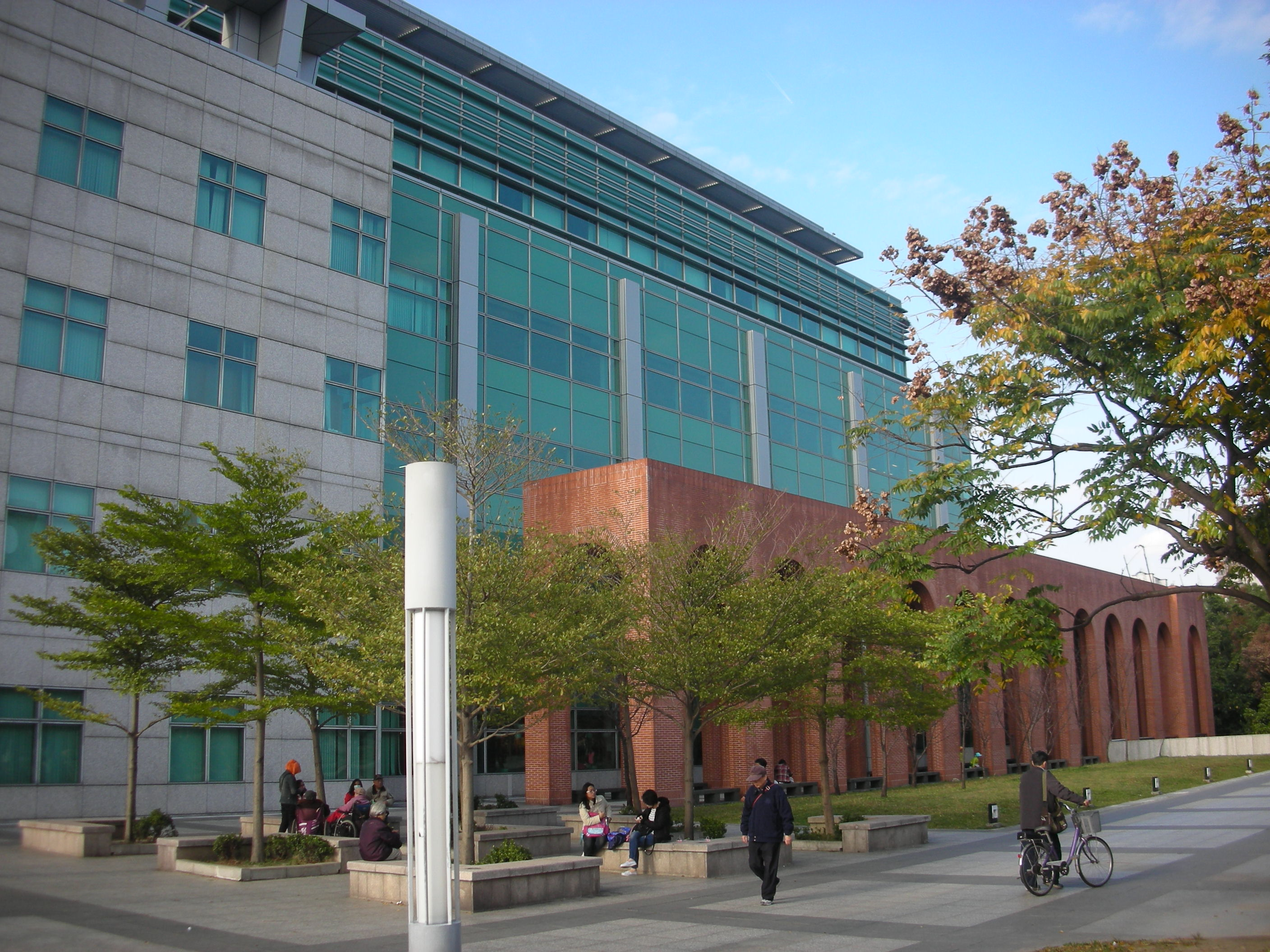
Национальная тайваньская библиотека, район Чжунхэ

В городе расположено множество колледжей и университетов, включая такие наиболее престижные как Католический университет Фужэнь, Национальный университет Тайбэя, Университет Тамканг, Колледж Христа, Медицинский колледж Маккей, Технологический институт Де Лин и Университет Хсин Ву.
Католический университет был основан в 1925 году в Пекине по просьбе Папы Пия XI и воссоздан на Тайване в 1961 году по просьбе Папы Иоанна XXIII, его название означает «помощь» и «благотворительность».
В городе расположена Национальная тайваньская библиотека, старейшая публичная библиотека Тайваня, основанная в 1914 году.

## Города-побратимы
Новый Тайбэй имеет 10 побратимов:
- Цинциннати, штат Огайо, США
- Майами-Дейд, Флорида, США
- Ричленд, Огайо, США
- Лос-Анджелес, Калифорния, США
- Балтимор, Мэриленд, США
- Харрис, Техас, США
- Купертино, Калифорния, США
- Штарнберг, Германия, Бавария
- Провинция Рисаль, Филиппины
- Атолл Джалуит, Маршалловы острова